# Aeródromo de San Alberto
El aeródromo de San Alberto (OACI: MRSA) es un aeródromo público costarricense que sirve a la ciudad de Siquirres en la provincia de Limón. El aeródromo está ubicado en el pueblo de San Alberto Viejo al oeste de la ruta 806 y a cinco kilómetros al norte de la ciudad de Siquirres.
La pista de aterrizaje del aeródromo es de asfalto y mide 1.110 metros. La pista está orientada perpendicular a la ruta 806 en dirección este-oeste.